# Ribeirão Barbacena
Der Ribeirão Barbacena ist ein etwa 57 km langer rechter Nebenfluss des Rio Ivaí im Norden des brasilianischen Bundesstaats Paraná.

## Geografie

### Lage
Das Einzugsgebiet des Ribeirão Barbacena befindet sich südlich von Maringá auf dem Terceiro Planalto Paranaense (Dritte oder Guarapuava-Hochebene von Paraná).

### Verlauf
Sein Quellgebiet liegt im Munizip Bom Sucesso auf 564 m Meereshöhe etwa 5 km nördlich der Ortsmitte.
Der Fluss verläuft in südwestlicher Richtung. Er fließt im Munizip São Pedro do Ivaí von rechts in den Rio Ivaí. Er mündet auf 297 m Höhe. Seine Mündung liegt ein wenig nördlich des Staatspark von Vila Rica do Espírito Santo im Munizip Fênix am gegenüberliegenden Ivaí-Ufer. Die Entfernung zwischen Ursprung und Mündung beträgt 29 km. Er ist etwa 57 km lang.

### Munizipien im Einzugsgebiet
Am Ribeirão Barbacena liegen die zwei Munizipien Bom Sucesso und São Pedro do Ivaí.